# Ахен
А́хен (нем. Aachen [ʔaːχən], рип. Oche, лат. Aquisgranum, нидерл. Aken, фр. Aix-la-Chapelle) — город в Германии, земля Северный Рейн-Вестфалия.
Известный с античных времён бальнеологический курорт. Центр каменноугольного бассейна. К югу от города начинается национальный парк Эйфель.

## Географическое положение
Расположен в месте, где смыкаются три страны: Германия, Бельгия и Нидерланды, в 4—5 км от границ с последними двумя странами. К югу от города начинается национальный парк Эйфель.

## История
Основание Ахена относится ещё к эпохе римлян, которые заложили город из-за минеральных источников и назвали его Aquae Granni (в переводе — Воды Гранна), вероятно, в честь Аполлона Граннуса. В первый раз эти источники упоминаются при императоре Александре Севе́ре.
В начале Средних веков Ахен часто служил резиденцией франкских королей, но своим блеском он обязан Карлу Великому, который в конце 790-х годов сделал Ахенский дворец своей зимней резиденцией, а в 807 году — столицей Франкского государства. Карл умер и был похоронен в Ахене в 814 году. Он почитается как святой покровитель города.
С 1306 года Ахен имел статус «вольного города святого римского престола», и вплоть до 1346 года оставался столицей Священной Римской империи. Здесь короновались императоры, происходили императорские сеймы (всего 17). В 1520 году в Ахене был последний раз коронован император Священной Римской империи Карл V. Перенесение акта коронования во Франкфурт-на-Майне (1562), религиозные распри XVI и XVII столетий, сильный пожар 1656 года привели к упадку города.
Влияние города было незначительным и ограничивалось воздействием на ближайшее бенедиктинское аббатство и небольшой окрестный городок. Высокий уровень проституции и некоторый интерес к горячим источникам позволил привлечь небольшие средства в экономику города. Приезжие посещали источники в основном для лечения сифилиса и лишь с XIX века для лечения ревматизма. В 1668 году здесь был проведен первый Ахенский конгресс, закончивший Деволюционную войну. Второй съезд в Ахене завершил в 1748 году Войну за Австрийское наследство, третий конгресс в 1818 году относился к периоду решения вопросов, связанных с судьбой постреволюционной Франции.
Во время войны времён французской революции Ахен в 1793 году был занят французами и по мирному договору в Люневилле 1801 года перешёл к Франции, при этом был сделан главным городом Рурского департамента. В 1815 году город перешёл к Пруссии.
В 1885 году Ахен насчитывал 111 196 жителей, а Ахенский округ — 554 568 жителей, из них 519 753 католика, 20 264 протестанта, 77 христиан других вероисповеданий и 4429 евреев. Весь округ занимал пространство в 4154 км² и имел 11 уездов.
Во время Второй мировой войны Ахен был взят армией США и стал первым немецким городом, взятым силами антигитлеровской коалиции (20 октября 1944 года).
Ахен делится на старый внутренний город и на новый внешний; кроме того, есть ещё несколько красивых мест за старой городской стеной.

## Архитектура
На конец XIX века из 27 церквей, находящихся в городе, наиболее примечателен Ахенский собор, в 1978 году внесен в список Всемирного наследия ЮНЕСКО. Ядром его служит императорская капелла (Pfalzkapelle), построенная около 796 года по инициативе Карла Великого Одоном Мецским в византийском стиле и освящённая в 804 году папой Львом III. Капелла упоминается во французском названии Ахена — Aix-la-Chapelle (Экс-ля-Шапель), где Aix происходит от лат. aqua / древнегерм. ahha — «вода», и фр. chapelle — «капелла». В монастыре Аахенского собора находится знаменитая Сокровищница.
Из других церквей Ахена замечательны церкви святого Петра и Марии. Последняя считается одной из самых красивых церковных построек конца XIX века. Кроме того, в Ахене находится евангелическая церковь. Здание старой синагоги в мавританском стиле было разрушено во время погромов хрустальной ночи. На этом же месте с 1995 года расположено здание новой синагоги, возведенное по проекту Альфреда Якоби.
Площадь рынка украшает Ахенская ратуша в готическом стиле, датированная 1353 годом. Находящаяся с правой стороны от неё башня Грануса сохранилась от королевского пфальца. Внутри ратуши находится зал, в котором короновалось 85 германских императоров и 11 императриц. Она также была реставрирована, и стены её покрыты фресками, представляющими сцены из жизни Карла Великого, работы Альфреда Ретеля и Иозефа Керена. (Вследствие пожара 29 июня 1888 года ратуша значительно пострадала, особенно 2 боковые башни). Перед ратушей находится фонтан с бронзовой статуей Карла Великого, воздвигнутой в 1620 году.
Из других общественных зданий следует упомянуть: так называемый «Новый Редут» с концертным залом и пристроенным к нему новым кургаузом, «Элизенбруннен» в дорическом стиле, громадный госпиталь Мариахильф (построен в 1848—1865 годах), оконченная постройкой в 1870 году великолепная Политехническая школа в стиле ренессанс и т. д. Восстановлен замок Франкенберг, по (не соответствующему действительности) преданию, служивший любимым местопребыванием Карла Великого: легенда говорит, что под землёй вблизи замка лежит волшебное кольцо, принадлежавшее Фастраде. Под чарами кольца Карл влюбился в Фастраду, а после её смерти неохотно покидал город, где кольцо находилось, и даже сделал его своей столицей (Петрарка, письмо кардиналу Колонне, 1330 год).

## Общественные организации XIX века
В конце XIX века Ахен служил местопребыванием администрации округа: в нём находится общий суд, ремесленный суд, имперский банк, коммерческий и промышленный суд и торговая палата.

### Учебные и благотворительные организации
Ахен — город студентов, центральная часть города почти наполовину состоит из зданий Рейнско-Вестфальского технического университета Ахена (RWTH). В городе также находятся высшее специальное учебное заведение города Ахен (FH-Aachen), католические гимназии, реальные школы, школа для усовершенствования ремесленников, монастырская школа, институт для глухонемых и около 40 начальных школ. Большое количество учебных заведений в городе отразилось также на архитектуре города: на фоне доминирующих пяти- и шестиэтажных зданий резко выделяются всего пять высотных строений, среди них студенческие общежития.
Из благотворительных учреждений: госпиталь Мариахильф, госпиталь святого Винцента для неизлечимо больных, Алексеевский дом для умалишённых с воспитательным заведением для слабоумных детей, заведение святой Анунциаты для сумасшедших женского пола, Марианинское родовспомогательное заведение, сиротский дом и ремесленное заведение.

## Население
| Год  | Численность | Численность |
| ---- | ----------- | ----------- |
| 1500 | 15 000      |             |
| 1601 | 14 171      |             |
| 1656 | 25 000      |             |
| 1700 | 24 000      |             |
| 1750 | 24 000      |             |
| 1781 | 21 000      |             |
| 1795 | 23 413      |             |
| 1799 | 23 699      |             |
| 1802 | 25 250      |             |
| 1808 | 27 168      |             |
| 1812 | 30 179      |             |
| 1816 | 32 072      |             |
| 1819 | 32 296      |             |
| 1822 | 34 252      |             |
| 1825 | 35 428      |             |
| 1831 | 38 884      |             |
| 1834 | 39 044      |             |
| 1840 | 44 289      |             |
| 1843 | 46 620      |             |
| 1846 | 48 557      |             |
| 1849 | 50 533      |             |
| 1852 | 52 687      |             |
| 1855 | 54 373      |             |
| 1858 | 56 260      |             |
| 1861 | 58 553      |             |
| 1864 | 63 782      |             |
| 1867 | 67 923      |             |
| 1885 | 95 725      |             |
| 1890 | 103 470     | [ 11 ]      |
| 1919 | 145 748     | [ 12 ]      |
| 1940 | 158 900     |             |
| 1944 | 6000        |             |
| 1945 | 101 638     |             |
| 1966 | 178 139     |             |
| 1971 | 176 626     |             |
| 1972 | 238 570     |             |
| 2005 | 257 000     |             |
| 2007 | 259 030     |             |
| 2008 | 259 269     |             |
| 2009 | 258 380     |             |
| 2010 | 258 664     |             |
| 2011 | 238 665     |             |
| 2012 | 240 086     |             |
| 2014 | 243 336     | [ 13 ]      |
| 2015 | 245 885     |             |
| 2016 | 254 782     | [ 14 ]      |
| 2017 | 246 272     | [ 3 ]       |
| 2019 | 247 380     | [ 15 ]      |
| 2021 | 248 960     | [ 15 ]      |
| 2022 | 252 136     | [ 16 ]      |
| 2023 | 252 769     | [ 4 ]       |

- 1885 год: 95 725 человек, из них 88 377 католиков, 6 022 протестанта.
- 2005 год: 257 тысячи жителей.
- 31 декабря 2007 года: 259 030 жителей
- 31 декабря 2008 года: 259 269[17]
- 31 декабря 2009 года: 258 380[18]
- 31 декабря 2010 года: 258 664[19]
- 31 декабря 2011 года: 260 454[19]

## Экономика
Благосостояние Ахена в те годы находилось в связи как со знаменитыми ещё с древних времён минеральными источниками, так и со значительно развитой, особенно благодаря открытию в то время громадных залежей каменного угля, промышленностью и оживлённой торговлей.
Уже в XII веке золотые, серебряные и граверные изделия Ахена пользовались хорошей репутацией. Особенно процветало также суконное производство. В обоих городах — Ахене и Буртшайде — в 1872 году насчитывалось: 62 суконные фабрики, 26 прядильных заведений, 13 заведений для прядения наволочных сетей, 9 чесальных фабрик, 18 фабрик для изготовления иголок и булавок, 16 табачных фабрик, 3 перчаточные фабрики; кроме того, в нём много чугунолитейных заводов, фабрик для производства машин, сукнострижных ножниц и паровых котлов и множества других вещей. Благодаря своему положению при соединении многих железных дорог, Ахен стал также очень оживлённым торговым центром. Кроме произведений местной промышленности, торговля производится ещё шерстью, хлебом, вином, кожей, мехами, деревом, металлами, каменным углём и т. п. Он служил хлебным рынком для Бельгии и средоточием многих горнозаводских обществ.
Сейчас этот город знаменит производителем электромобилей StreetScooter.

## Наука и образование
В Германии город знаменит своим техническим университетом, который славится высоким уровнем инженерного образования. Университет входит в TU 9 (ассоциация девяти лучших технических университетов Германии) и IDEA League (ассоциация пяти ведущих вузов Европы). В него входит большое количество институтов, разбросанных по всему Ахену. Присутствие в городе крупнейшего технического университета Германии и ряда других весомых учебных заведений делают Ахен настоящим технологическим и научным центром. В городе расположены десятки исследовательских институтов, лабораторий и конструкторских бюро. В Ахене разрабатываются автомобильные моторы, электротехника, программное обеспечение, медицинская техника, армейская, авиационная и космическая техника. Центром развития медицинской науки является уникальный медицинский центр «Университетская клиника Ахена».

## Спорт
В городе существует футбольный клуб «Алемания». В качестве клуба Региональной лиги (четвёртая по силе в Германии) завоевал право участвовать в Кубке УЕФА в сезоне 2004/2005. 2 декабря 2004 года во встрече с «Зенитом» клуб на последних минутах добился ничьей, тем самым лишив российский клуб права участия в следующем раунде.
В сезоне 2006/2007 клуб участвовал в чемпионате Германии в бундеслиге.
С 1924 года в городе проходит фестиваль CHIO Aachen, считающийся самым престижным конноспортивным событием в мире.
В 2008 году страной-партнером фестиваля стала Российская Федерация.

## Музеи
- Центр Карла Великого
- Музей Сюрмонда — Людвига

## Музыка и искусство
В городе живёт и трудится музыкант Эрнст Вавра, который основал и продюсирует музыкальный коллектив Alphawezen, а также современный балетный проект «0110move». Также в Ахене проживает вокалист, автор текстов и продюсер известной группы Unheilig Бернд Граф. В Ахене родился и до сих пор проживает известный современный классический и cross-over скрипач Дэвид Гаррет, Дэвид регулярно даёт концерты в Оперном театре родного города.

## Ахенский карнавал
Ежегодный карнавал в Ахене — одно из рейнских карнавальных празднеств. Главное украшение карнавального шествия — «корабль дураков», поскольку по преданию, история его появления тесно связана с Ахеном и его окрестностями. Соблюдаются и другие традиции, характерные как для рейнских карнавалов, так и только для ахенского: в «розовый понедельник» устраивается грандиозное шествие, вручаются карнавальные ордена. В Ахене и его окрестностях сохранился обычай изгнания так называемого «горохового медведя» — карнавального персонажа символизирующего зиму.

## Ахенские пряники
Фирменное кондитерское изделие города Ахен — «Ахенская национальная выпечка». Предположительно особый набор пряностей в рецепте этих пряников пришёл из бельгийского города Динан. Во время континентальной блокады, которую Наполеон объявил Англии (1806—1814), прекратился ввоз в Германию заморских продуктов, в связи с чем кондитеры Ахена вынуждены были заменить компоненты рецепта на местные продукты (американский дикий мёд местным сиропом, тростниковый сахар — немецким из сахарной свёклы), что придало пряникам особый вкус. Ахенские пряники готовят к выпечке в особых формах, вырезанных из вишнёвого или грушевого дерева.

## Премия имени Карла Великого

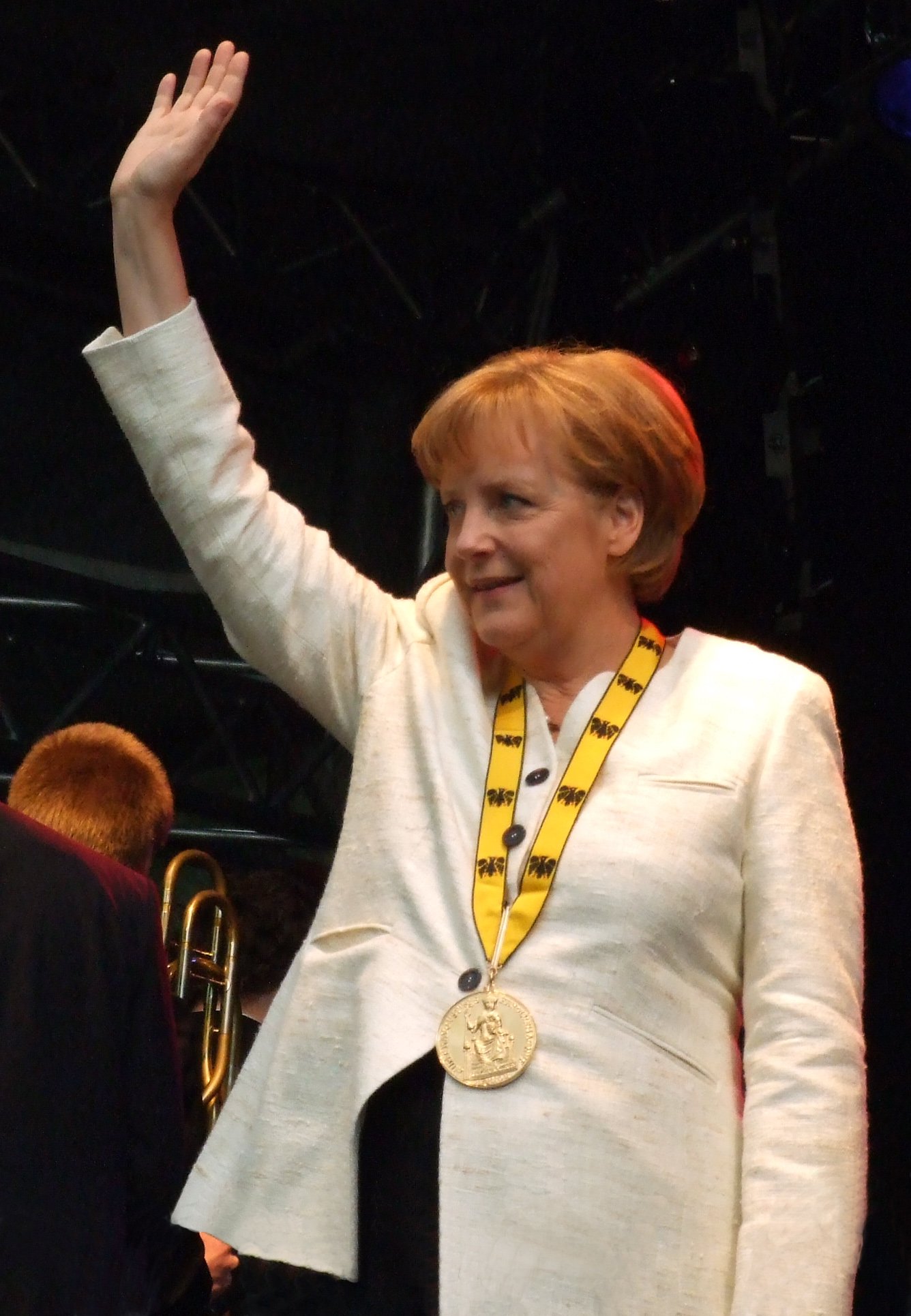
Федеральный Канцлер Германии Ангела Меркель с медалью Карла Великого, которую ей вручили в 2008 году

С 1950 года, гражданский комитет Ахена ежегодно вручает Премию Карла Великого (по-немецки: Karlspreis) лицам, внёсшим большой вклад в осуществление идеалов, под которыми учреждена премия а именно в объединение Европы. Традиционно вручается на праздник Вознесения на церемонии в Коронационном зале ратуши Ахена. В 2016 году премии Карла Великого удостоился Папа Римский — Франциск
В 2000 году Международной Премии Карла Великого удостоился президент США, Билл Клинтон, за его особый вклад в содействии со странами Европейского Союза, за сохранение мира, свободы, демократии, и прав человека в Европе, а также за поддержку в расширении Европейского Союза.
В 2004 году усилия Папы Римского Иоанна Павла Второго в соединении Европы были отмечены чрезвычайной премией Карла Великого, единственный раз за всю историю.

## Природа
Ахен находится посредине еврорегиона Маас-Рейн, недалеко от точки пересечения Бельгии, Нидерландов и Германии. Нидерландский городок Ваальс находится в 6 км к западу от Ахена. Нидерландский городок Хеерлен, а также столица немецкоговорящей общины Бельгии Эйпен — находятся в 20 км от Ах. Ахен расположен недалеко от начала открытой долины реки Вурм (которая протекает через город в виде канала), что является большей частью бассейна реки Маас, и в 30 км от высот Хоэс Венн, который формируется в северной оконечности гор Эйфель и Рейнского Массива.
Максимальные размеры городской территории 21.6 km (13.4 mi) с Севера на Юг, и 17.2 km (10.7 mi) с востока на Запад. Протяженность городской границы 87.7 km (54.5 mi), из которых 23.8 km (14.8 mi) граничит с Бельгией и 21.8 km (13.5 mi) граничит с Нидерландами. Самая высокая точка в Ахене, находится вдалеке на Юго-Востоке города, лежит на высоте 410 м над уровнем моря. Самая низкая точка в Ахене, находится в северо-западной части города, на границе с Нидерландами, на высоте 125 метров.

### Климат
Как самый западный город Германии (и ближайший к странам находящимся в низменности), окрестности Ахена, температурно-климатическим зонам с влажной погодой, мягкими зимами, и тёплым летом. Из-за его северного местонахождения в горах Эйфель и High Fens и из-за превалирующих погодных потоков запада, уровень осадков в Ахене (в среднем достигает 805 мм/год) что значительно выше чем например в Бонне (669 мм/год). Другим фактором в погодных силах Ахена являются ветры с плоскогорий Хоэс Венн, влияющие на юго-западные потоки воздуха, которые являются результатом его географического расположения на севере гор Эйфель. Поскольку город окружён холмами, город страдает от инверсного смога. Некоторые районы города становятся островками тепла в результате слабого теплообмена, это происходит как ввиду географии города, так и от человеческого фактора. Поэтому многочисленные воздушные коридоры города, в которых не намечается никакого строительства, играют очень важную роль в формировании климата Ахена.
- Средняя температура января 3,0 °C (37 °F), средняя температура июля 18,5 °C (65 °F). Осадки в течение года распределяются равномерно.

### Краеведение
В мире палеоботаники Ахен известен с середины XIX века своими песчаными отложениями, содержащими фоссилизированные части растений. Так называемая ахенская формация относится к верхнему мелу (сантон, 82-86 миллионов лет), область распространения — лесной массив южнее Ахена, базис Лоусберга и Сальваторберг. В песках ахенской формации находят куски окремнелой древесины со следами ходов древоточцев, а также окаменелые ветви, шишки и орешки, отпечатки листьев конца мезозойской эры. Растительные остатки этого периода встречаются на планете гораздо реже, чем, например, отпечатки растений каменноугольного периода (которыми Ахен тоже известен).

## Транспорт

### Железная дорога

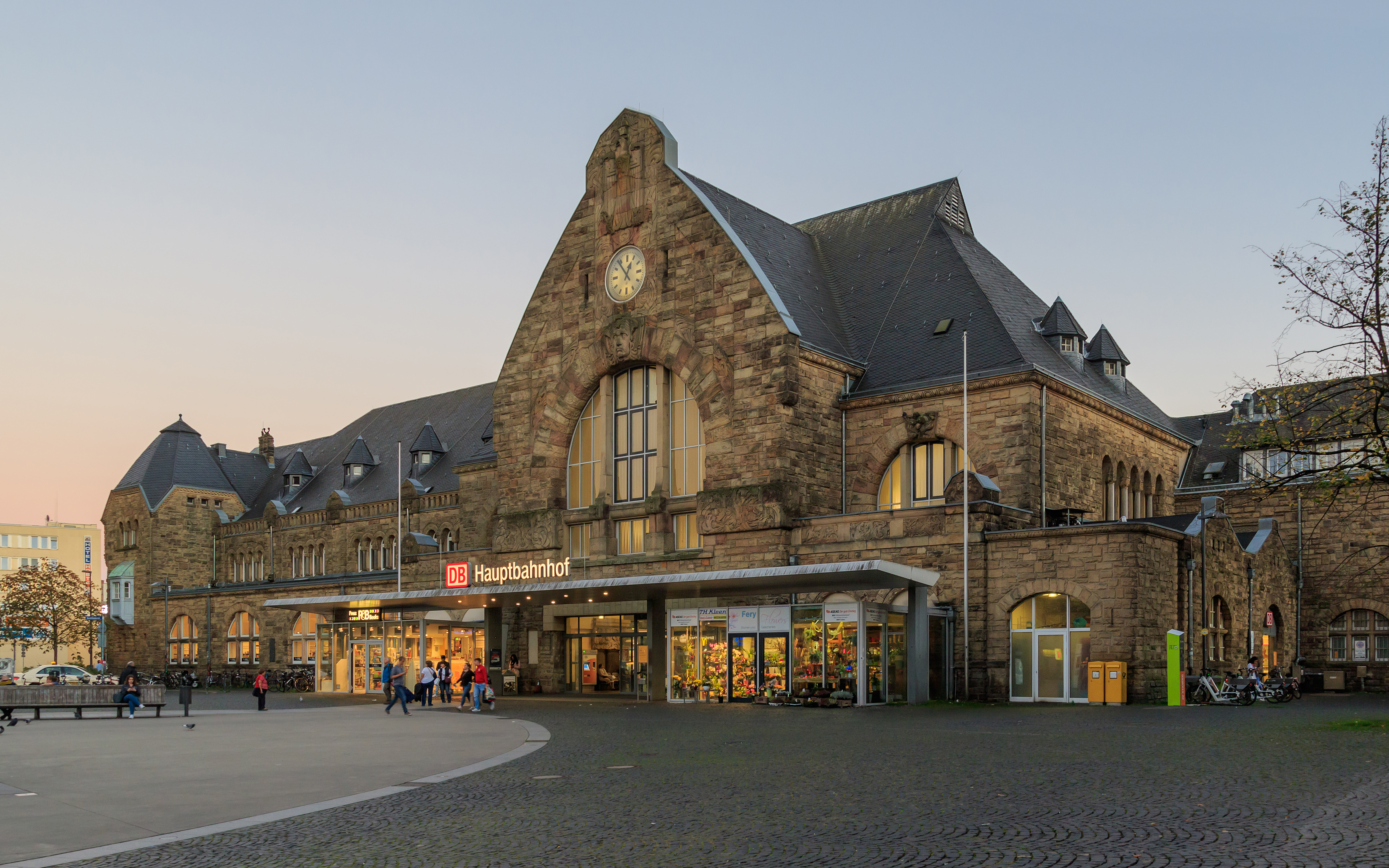
Главный вокзал Ахена

Главный железнодорожный вокзал Ахена (Hauptbahnhof), был построен в 1841 ом году, для железнодорожной линии Кёльн-Ахен. В 1905 году он был передвинут поближе к центру города. Вокзал обслуживает главное направление на Кёльн (к востоку), направление на Мёнхенгладбах (северо-восток), на Льеж в сторону Бельгии и Франции (юго-запад) а также ответвления на города Херлен, Альсдорф, Штольберг и Эшвайлер. Скоростные поезда ICE, идущие из Брюсселя во Франкфурт-на-Майне через Кёльн — останавливаются на Центральном ЖД Вокзале Ахена. Скоростные поезда Thalys идущие из Парижа в Кёльн тоже останавливаются на Центральном ЖД Вокзале Ахена. Четыре линии регионального экспресса, а также две линии пригородного сообщения, соединяют Ахен с Рурштадтом, Мёнхенгладбахом, Спа (Бельгия), Дюссельдорфом и Зигерландом. ЖД система Euregiobahn, обслуживает несколько небольших городов в близости от Ахена.
На территории Ахена также находятся четыре железнодорожные станции: Ахен-Вест, Ахен-Шанц, Ахен-Роте-Эрде и Айлендорф. Локальные и пригородные поезда на них останавливаются. Станция Ахен-Вест стала значимой связи с расширением Ахенского Технологического Университета.

### Междугородние автовокзалы
В Ахене находятся два автовокзала для междугородних автобусов: Западный вокзал, в северо-западной части города, и вокзал на Вильмерсдорфер-штрассе, в северо-восточной части города.

## Общественный транспорт

### Трамвай

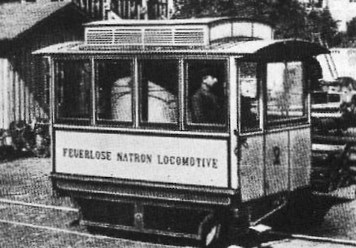
Старинный трамвай в Ахене

Первая линия конного трамвая была открыта в декабре 1880 года. После электрификации в 1895 году, она максимально достигала 213,5 километров (132,7 миль).
В 1915-м годы, это была 4-я по протяженности трамвайная система в Германии. Многие трамвайные линии достигали такие окрестные города как Herzogenrath, Stolberg, Alsdorf А также, такие бельгийские и нидерландские коммуны как Vaals, Kelmis (затем Altenberg) и Eupen. Сеть ахенского трамвая была связана с бельгийской системой интерурбанов. Как многие трамвайные системы в Западной Европе, трамвай Ахена пострадал от слабого обслуживания инфраструктуры и местным политикам показался ненужным, а также помехой для автомобилистов. 28-го Сентября 1974 года последняя трамвайная линия номер 15(Vaals-Brand) совершила свой последний рейс, а после — была заменена автобусной. В дальнейшем, вариант восстановления трамвайной сети или создания легкорельсовой системы в Ахене — был отвергнут на референдуме. .

### Автобус
На сегодняшний день ASEAG (Aachener Straßenbahn und Energieversorgungs-AG, дословно "акционерное общество Ахенского Уличного Транспорта и электроснабжения) располагает автобусной сетью в 1240,8 километров (771,0 миль) С 68-ю автобусными маршрутами. Поскольку Ахен находится на границе Бельгии и Нидерландов, некоторые автобусные маршруты достигают и этих государств. Маршрут 14-й идёт в бельгийский Эйпен, Маршруты 25, 33 достигают нидерландского городка Валс, со стороны западной границы Ахена. 44-й идёт в нидерландский Херлен; этим маршрутом также управляет нидерландское отделение транспортной группы Veolia. ASEAG является одной из составных ахенского транспортного союза Aachener Verkehrsverbund, тарифной ассоциации региона.
Наряду с ASEAG на городских и пригородных автобусных маршрутах Ахена работают частные операторы, такие как Sabar, Taeter, Schlömer, DB Regio Bus, также маршрут 350 на Маастрихт компании Veolia.

### Автодороги
Ахен находится рядом с автобаном A4 (запад-восток), A44 (север-юг) и A544 (идущая от автобана A4 к площади Европаплац, которая находится в центре Ахена). Существуют планы по уменьшению пробок на транспортных развязках Ахена.

### Аэропорт Маастрихт-Ахен
Аэропорт Маастрихт-Ахен (IATA: MST, ICAO: EHBK) является главными воздушными воротами Ахена и Маастрихта. Находится в 15-ти морских милях (28 км; 17 миль) к северо-западу от Ахена. Существует челночно-автобусный сервис между Ахеном и аэропортом. Спортивная авиация обслуживается (бывшим военным) аэродромом Aachen Merzbrück.

## Галерея

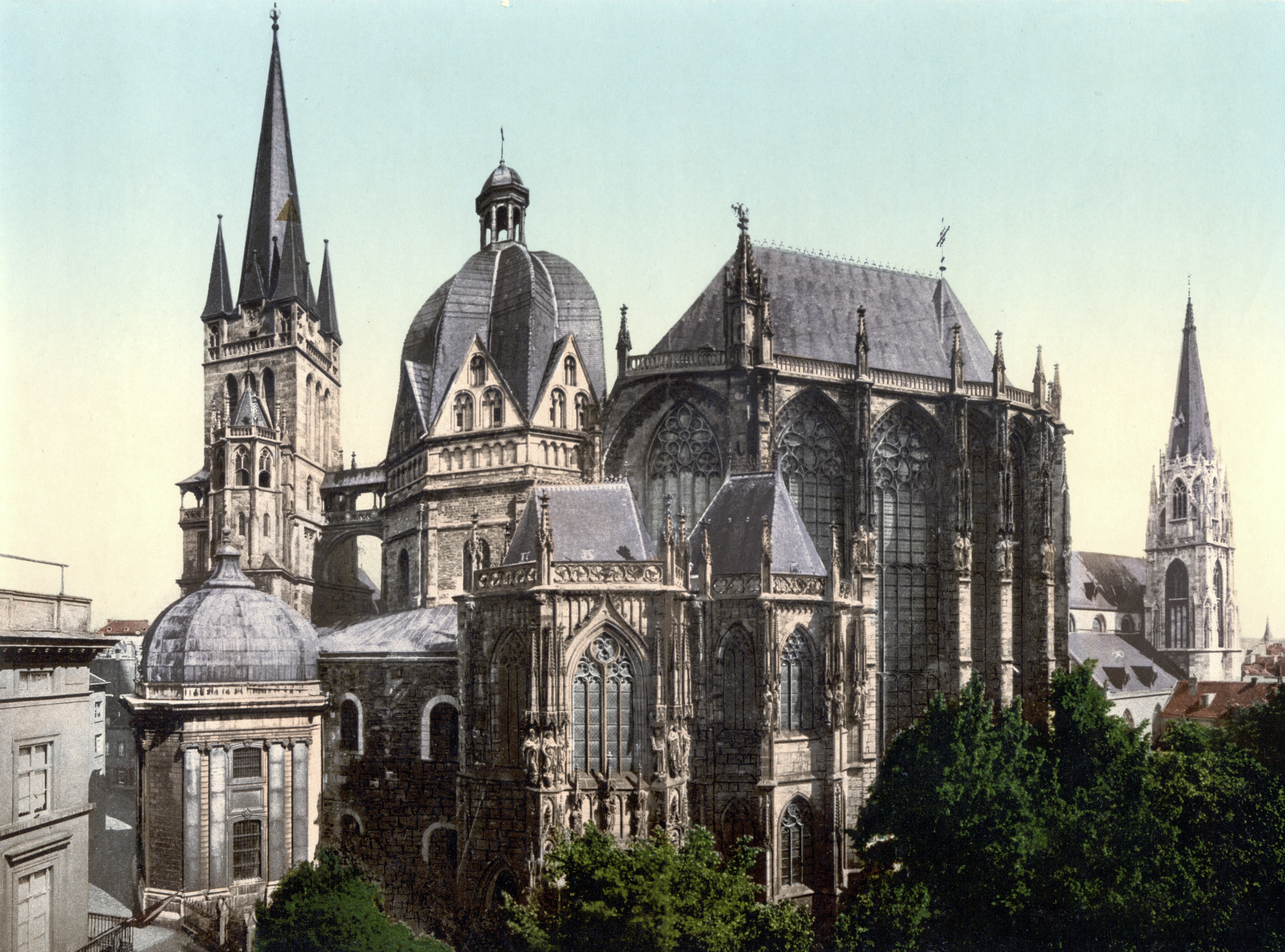
Старинная открытка с видом Ахенского собора
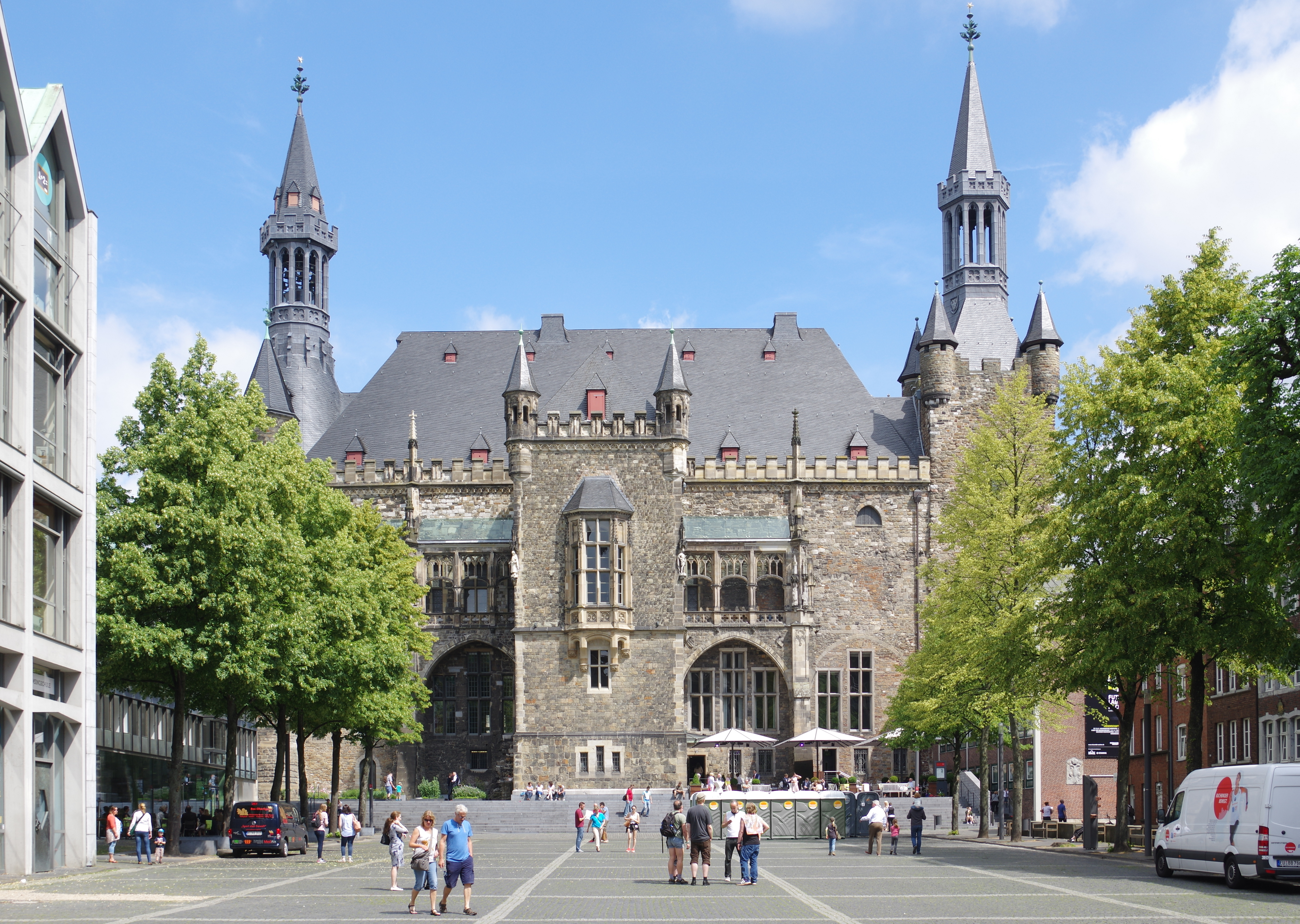
Площадь Катчхоф и южный фасад Ахенской ратуши
Одна из узких улочек Ахена, недалеко от Ратушной площади
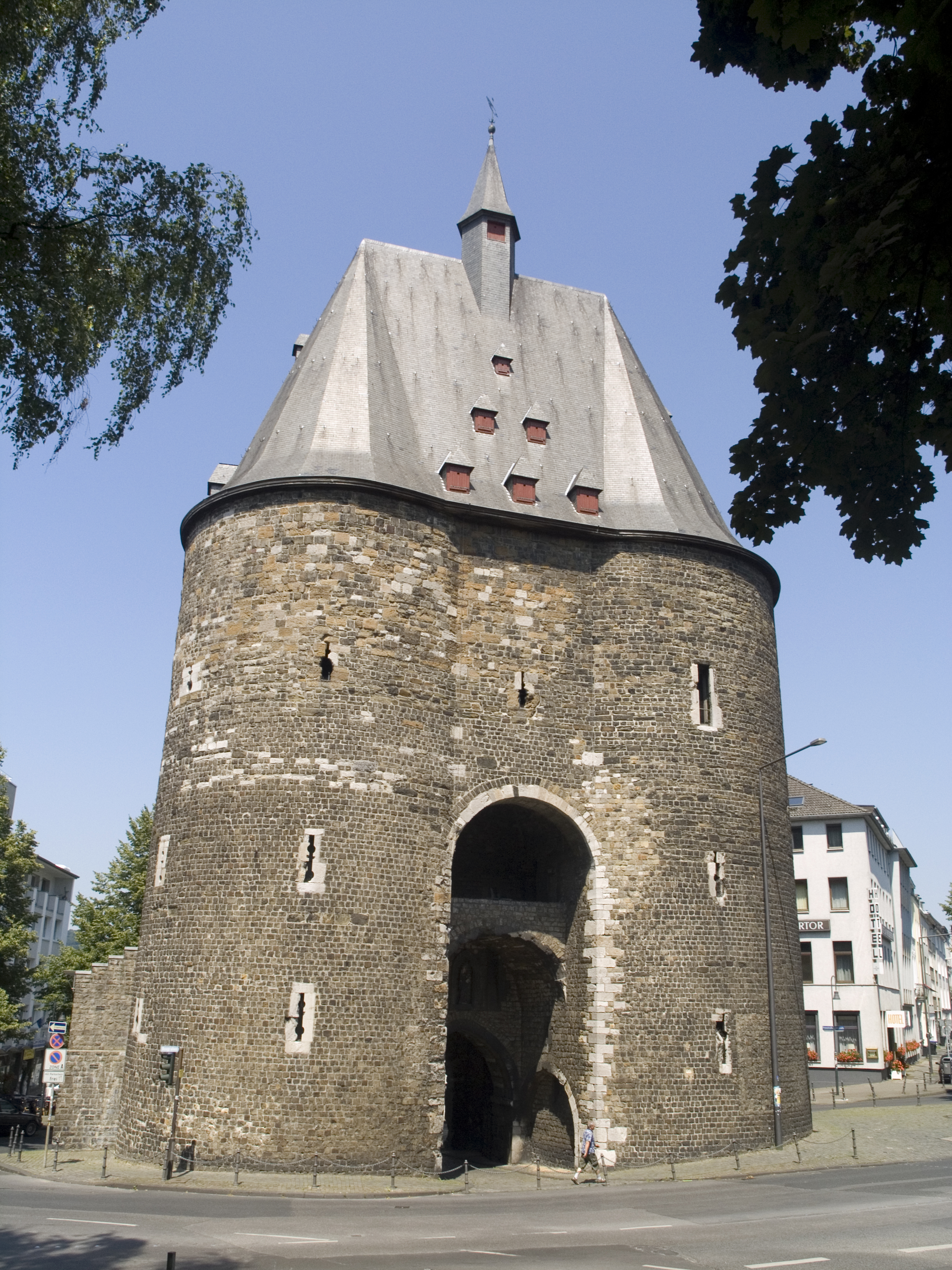
Городские ворота Марширтор
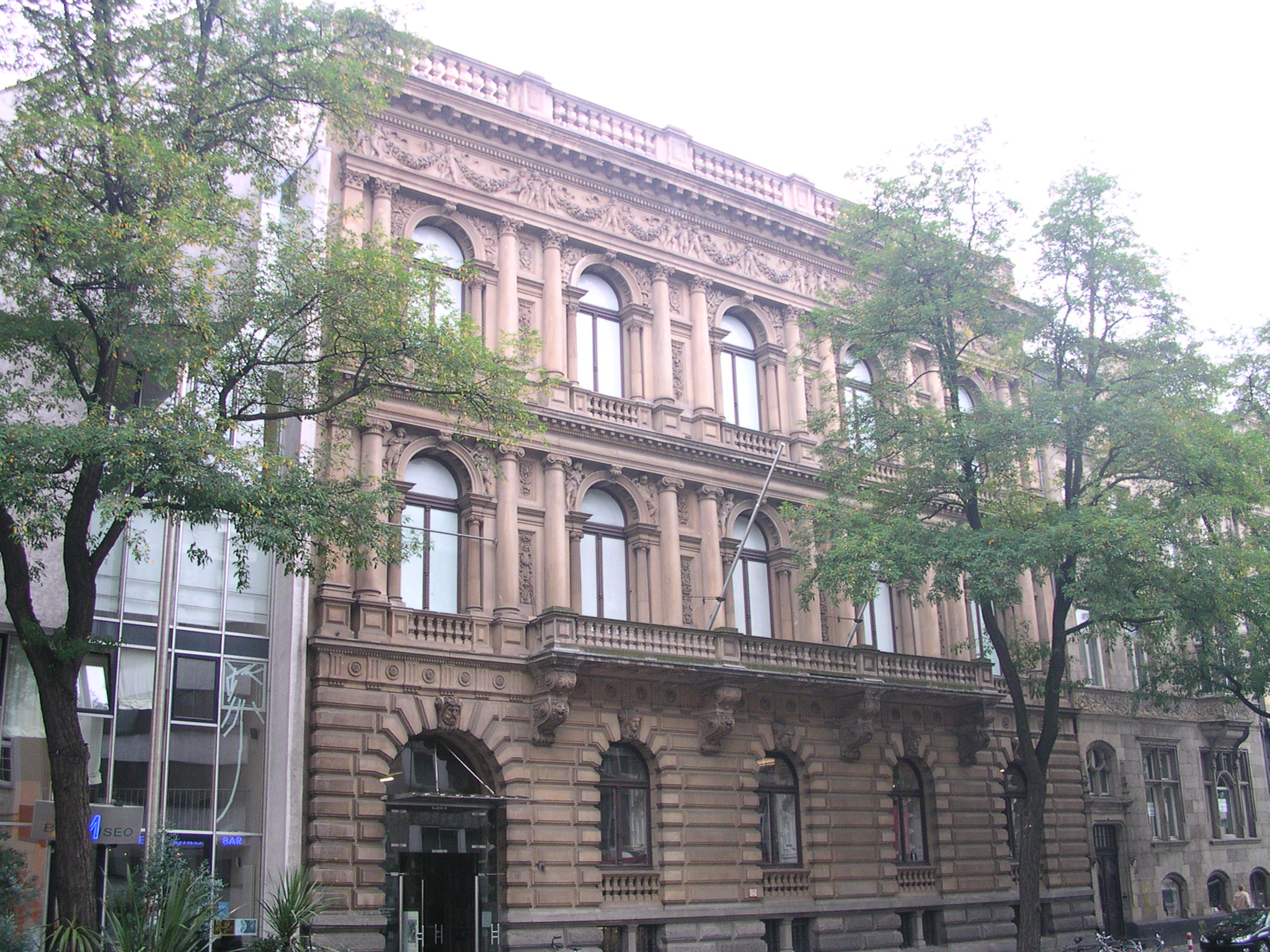
Музей Сюрмонда-Людвига
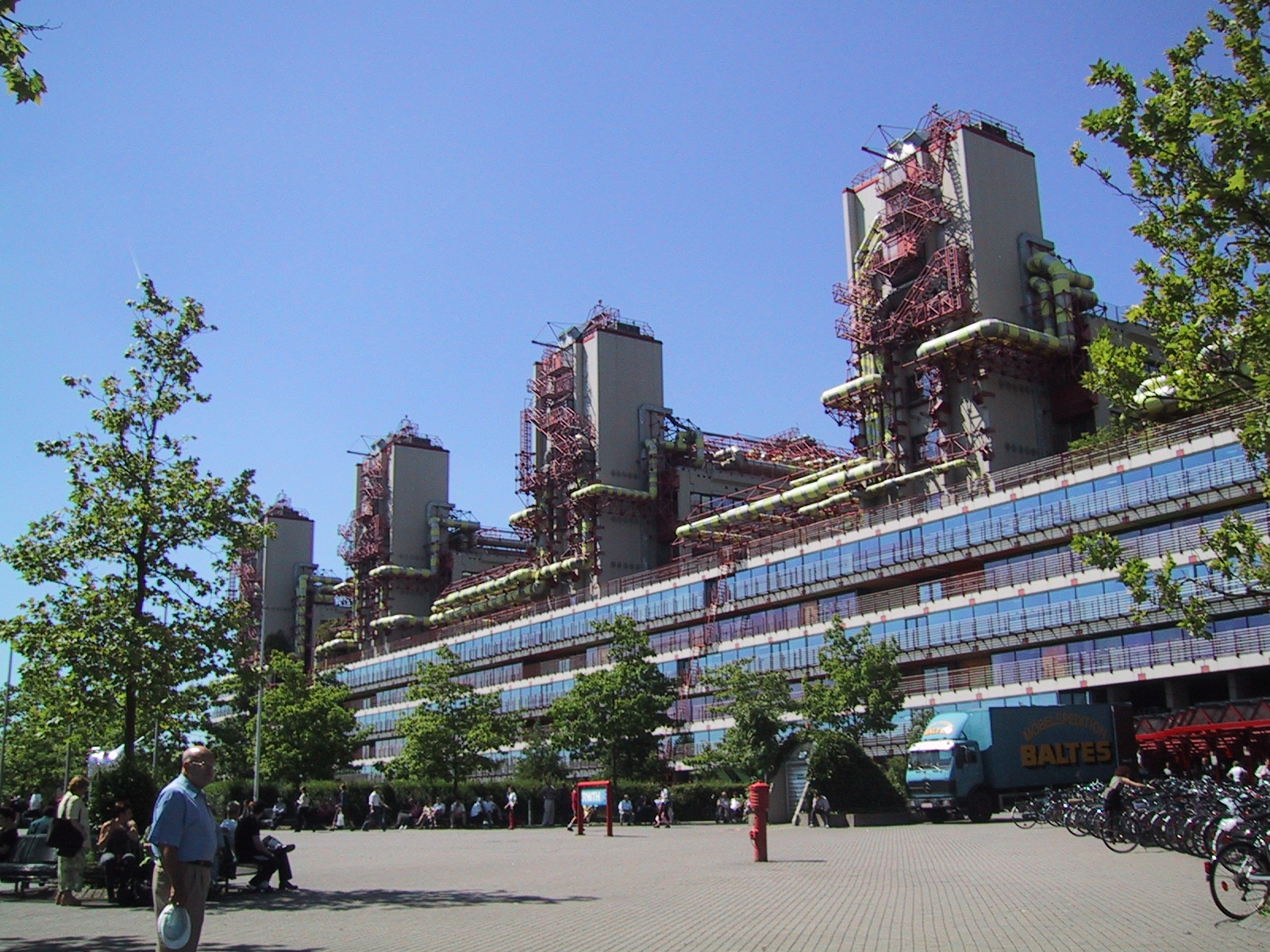
Университетская клиника Ахена
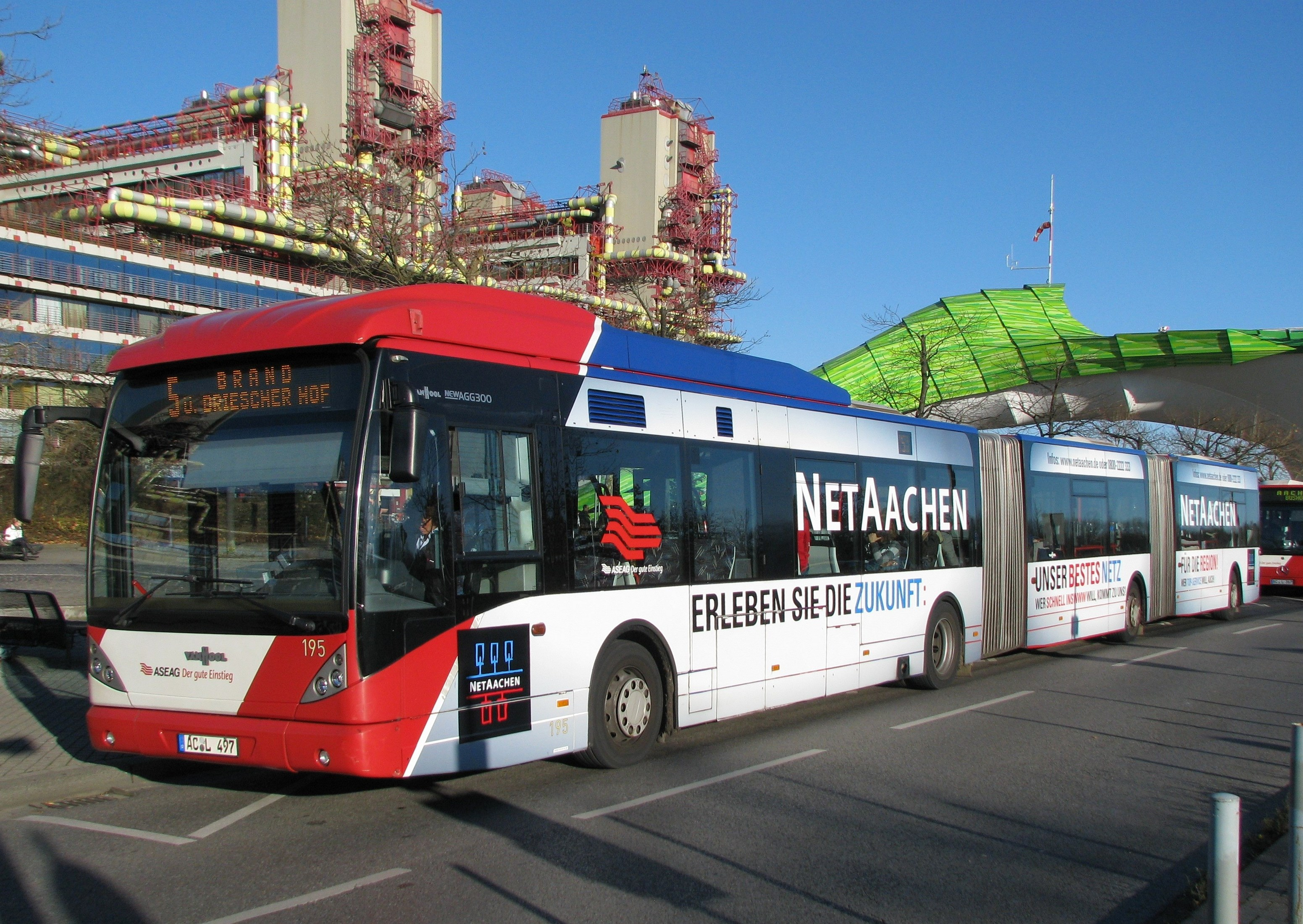
Автобус с 2-мя сочленениями, на конечной возле ахенской университетской клиники

## Города-побратимы
- Арлингтон, США (17 сентября 1993)
- Галифакс, Канада (1979)
- Кейптаун, ЮАР (10 ноября 2017)[23]
- Кейптаун, ЮАР (июнь 2000)[24]
- Льеж, Бельгия (1955)[25]
- Монтебург[вд], Франция (1960)
- Наумбург, Германия (30 мая 1988)[26]
- Нинбо, Китай (25 октября 1986)
- Реймс, Франция (28 января 1967)[27]
- Сарыер, Турция (январь 2013)
- Толедо, Испания (26 января 1985)